# Шварценберг, Эдмунд Леопольд Фридрих
Шварценберг Эдмунд Леопольд Фридрих, князь цу (1803—1873) — австрийский военачальник, фельдмаршал (1867).

## Биография
Младший сын фельдмаршала и генералиссимуса Карла цу Шварценберга, в 1821 году поступил кадетом в австрийскую армию, с 1832 года — майор, в 1836 году назначен полковником и командиром кирасирского полка, с 1844 года — генерал-майор.
Во время войны с Италией (1848—1849) получил в командование бригаду в резервном корпусе, который генерал Нугент привел фельдмаршалу Радецкому в Италию, с отличием участвовал в кампании.
В ноябре 1848 года получил чин фельдмаршал-лейтенанта и переведен в армию фельдмаршала Виндишгреца, сражался против венгерских повстанцев при Капольне.
В летней кампании 1849 года в Италии назначен командиром III корпуса, но вскоре по болезни оставил действующую армию. Получил за заслуги Рыцарский крест ордена Марии Терезии (1849).
В 1856-59 годах командовал III армейским корпусом, участвовал в войне с Францией и Сардинией (1859), сражался при Мадженте и Сольферино. По окончании кампании в октябре 1859 года назначен командиром II армейского корпуса и главнокомандующим в Верхней и Нижней Австрии, Штирии и Зальцбурге, получил чин генерала кавалерии, однако уже 28 декабря 1860 года оставил службу по состоянию здоровья.
Получил почетную должность капитан-лейтенанта лейб-гвардии, в 1862 году стал кавалером ордена Золотого руна, в 1867 году, после смерти фельдмаршала Вратислава фон Митровича, сделан капитаном лейб-гвардии.
По случаю открытия памятника своему отцу 18 октября 1867 года получил жезл фельдмаршала.